# Kampong Chhnang (província)
Kampong Chhnang é uma província localizada na parte central do Camboja. Sua capital é Kampong Chhnang. Possui uma área de 5.521 km². Em 2008, sua população era de 471.616 habitantes.
A província está subdividida em 8 distritos:
- 0401 - Baribour
- 0402 - Chol Kiri
- 0403 - Kampong Chhnang
- 0404 - Kampong Leaeng
- 0405 - Kampong Tralach
- 0406 - Rolea B'ier
- 0407 - Sameakki Mean Chey
- 0408 - Tuek Phos